# Phycoma
Phycoma là một chi bướm đêm thuộc họ Erebidae.